# Hélène Dorlhac
 (avril 2022).
Si vous disposez d'ouvrages ou d'articles de référence ou si vous connaissez des sites web de qualité traitant du thème abordé ici, merci de compléter l'article en donnant les références utiles à sa vérifiabilité et en les liant à la section « Notes et références ».
Hélène Dorlhac de Borne est une femme politique française, née Roujon le 4 octobre 1935 à Sumène (Gard). Membre des Républicains indépendants au début des années 1970, elle est secrétaire d’État à la Condition pénitentiaire de 1974 à 1976. Elle participe aux deux gouvernements de Michel Rocard en tant que secrétaire d’État à la Famille de 1988 à 1990, puis en tant que secrétaire d’État aux Personnes âgées jusqu'en 1991.

## Biographie

### Jeunesse et formation
Son père Louis Roujon, médecin, est maire de Sumène dans le Gard.
Diplômée en médecine du travail de la faculté de médecine de Montpellier, Hélène Dorlhac de Borne exerce la médecine du travail dans un service interentreprises à Nîmes.

### Carrière politique

#### Débuts en politique
Hélène Dorlhac rejoint au début des années 1970 les Républicains indépendants. Elle est membre du club giscardien Perspectives et Réalités, dont elle crée en 1972 l'antenne locale à Nîmes.

#### Secrétaire d’État à la Condition pénitentiaire
Elle soutient la campagne de Valéry Giscard d'Estaing, qui l'a fait entrer au gouvernement en 1974 dans le premier gouvernement de Jacques Chirac en tant que secrétaire d’État à la Condition pénitentiaire. 
Elle visite de nombreuses prisons et dénonce les conditions de la détention en particulier pour les jeunes délinquants. Elle souhaite être accompagnée par la presse dans ses visites afin de sensibiliser une opinion publique réticente à la réalité des prisons pourrissoirs et au manque de préparation à la réinsertion des détenus. Elle est confrontée aux grandes mutineries de 1974. Son action consiste à humaniser la prison dans le cadre de la politique pénale du garde des Sceaux. Sur la base de son expérience, elle écrit un livre témoignage intitulé Changer la prison, publié chez Plon en 1984[réf. nécessaire].
Elle quitte ses fonctions en 1976, après le remaniement ministériel consécutif à la démission de Jacques Chirac. Ses fonctions ministérielles ne sont pas réattribuées après son départ du gouvernement.

#### Secrétaire d’État à la Famille
Lors de l'élection présidentielle de 1988, Hélène Dorlhac signe une tribune dans Le Monde appelant à voter pour François Mitterrand.
Elle est nommée secrétaire d’État à la Famille en 1988 dans le cadre de l'« ouverture » au gouvernement de Michel Rocard sous la présidence de François Mitterrand. Elle se définit alors « comme une femme de droite par fidélité à [son] passé », « à gauche de la droite bloquée, qui refuse de comprendre que la France ne peut pas s'offrir le luxe d'être coupée en deux ».
Elle est à l'origine de la première loi sur la prévention des mauvais traitements à l'égard des mineurs promulguée le 10 juillet 1989, à la base de la création du « 119 Allo Enfance Maltraitée »,. Elle est à l'origine des premières campagnes de prévention contre la pédophilie. Elle participe aux Nations unies au premier sommet mondial de l'Enfance les 29 et 30 septembre 1989. Elle participe à la rédaction de la Convention relative aux droits de l'enfant, adoptée le 20 novembre 1989, et à sa diffusion en France. Elle fait voter la loi du 12 juillet 1990 sur la protection des enfants mannequins,.

#### Secrétaire d’État aux Personnes âgées
En 1990, elle est nommée secrétaire d’État aux Personnes âgées dans le deuxième gouvernement de Michel Rocard. Elle quitte ses fonctions après le remaniement ministériel du 16 mai 1991.

#### Fonctions post-ministérielles
Elle est nommée conseillère d'État en service extraordinaire en 1984. Elle siège à la Section sociale où elle a été particulièrement chargée de rapporter les projets de loi sur les conditions de travail et sur l'adaptation à la France des directives européennes sur les risques professionnels (benzène, rayonnements ionisants...)[réf. nécessaire].
En 1991, elle nommée inspectrice générale des affaires sociales, fonction qu'elle occupe jusqu'en 2000. Elle participe à la rédaction de nombreux rapports, dont celui sur les CHRS et sur la nécessaire coordination des structures médicales pour le traitement des cancers[réf. nécessaire].

## Vie privée
Son époux, Jacques Dorlhac de Borne, est médecin généraliste à Nîmes. Elle est mère de trois enfants.

## Fonctions ministérielles
- Secrétaire d’État à la Condition pénitentiaire du 8 juin 1974 au 25 août 1976 dans le gouvernement Jacques Chirac (1)
- Secrétaire d’État à la Famille du 28 juin 1988 au 2 octobre 1990 dans le gouvernement Michel Rocard (1)
- Secrétaire d’État aux Personnes âgées du 2 octobre 1990 au 16 mai 1991 dans le gouvernement Michel Rocard (2)

## Décorations
- Officière de la Légion d'honneur[10]
- Officière de l'ordre national du Mérite (nommée par décret présidentiel du 15 novembre 1999).

## Publications
- Hélène Dorlhac de Borne, Changer la prison, Plon, 1984 (ISBN 2-259-01125-X et 978-2-259-01125-9, OCLC 12752969, lire en ligne)